# Combretum olivaceum
Combretum olivaceum är en tvåhjärtbladig växtart som beskrevs av Adolf Engler. Combretum olivaceum ingår i släktet Combretum och familjen Combretaceae. Inga underarter finns listade i Catalogue of Life.